# Хайнрих VI фон Щолберг
Хайнрих VI фон Щолберг (на немски: Heinrich VI (II/V) zu Stolberg; * ок. 1325; † 4 април 1394) от фамилията Щолберг, е граф на Щолберг и от 1384 до 1393 г. епископ на Мерзебург.

## Биография
Той е вторият син на граф Хайнрих IX Стари фон Щолберг-Росла († 1329/1334) и съпругата му Агнес фон Мансфелд († 1334/1353), дъщеря на граф Бурхард V фон Мансфелд-Кверфурт († 1354/1358) и Ода фон Вернигероде († 1343), дъщеря на граф Албрехт V фон Вернигероде († 1320/1323). Внук е на Хайнрих III фон Щолберг († 1329/1347)) и Юта († 1303/1306).
Роднина е на Хайнрих V фон Щолберг, епископ на Мерзебург (1341 – 1357), който вероятно го взема при себе си. През април 1381 г. Хайнрих VI фон Щолберг е вече катедрален пропст в Мерзебург. На 8 юни 1384 г. катедралният капител го избира с пълно мнозинство за епископ.
Той е погребан пред олтара „Св. Килиан“ в катедралата на Мерзебург до неговия роднина.